# Mehmet Duymazer
Mehmet Duymazer, né le 15 avril 1974 à Hatay en Turquie, est un footballeur turc qui évoluait au poste de gardien de but.

## Palmarès
- Vainqueur du Championnat de Turquie de 4e division avec Hatayspor en 1993.
- Vainqueur du Championnat de Turquie de 1re division avec le Galatasaray SK en 1997.

## Statistiques détaillées
Dernière mise à jour le 08/06/2010.
| Saison    | Club           | Total  | Total | Championnat | Championnat | Championnat | Coupe d'Europe | Coupe d'Europe | Coupe d'Europe | Coupes Nationales | Coupes Nationales |
| Saison    | Club           | Matchs | Buts  | Division    | Matchs      | Buts        | Type           | Matchs         | Buts           |                   |                   |
| Saison    | Club           | Matchs | Buts  | Division    | Matchs      | Buts        | Type           | Matchs         | Buts           | Matchs            | Buts              |
| --------- | -------------- | ------ | ----- | ----------- | ----------- | ----------- | -------------- | -------------- | -------------- | ----------------- | ----------------- |
| 1991-1992 | Kırıkhan Bld   | 33     | 0     | 3. Lig      | 33          | -           | -              | -              | -              | -                 | -                 |
| 1992-1993 | Hatayspor      | 5      | 0     | 3. Lig      | 4           | -           | -              | -              | -              | 1                 | -                 |
| 1993-1994 | Hatayspor      | 10     | 0     | Lig B       | 9           | -           | -              | -              | -              | 1                 | -                 |
| 1994-1995 | Kayserispor    | 14     | 0     | Süperlig    | 13          | -           | -              | -              | -              | 1                 | -                 |
| 1995-1996 | Galatasaray SK | 0      | 0     | Süperlig    | -           | -           | C3             | -              | -              | -                 | -                 |
| 1996-1997 | Galatasaray SK | 8      | 0     | Süperlig    | 8           | -           | C2             | -              | -              | -                 | -                 |
| 1997-1998 | Gaziantepspor  | 3      | 0     | Süperlig    | 2           | -           | -              | -              | -              | 1                 | -                 |
| 1998-1999 | Karabükspor    | 0      | 0     | Süperlig    | -           | -           | -              | -              | -              | -                 | -                 |
| 1999-2000 | Karabükspor    | 0      | 0     | Lig B       | -           | -           | -              | -              | -              | -                 | -                 |
| 1991-2000 | Total          | 73     | 0     | -           | 69          | -           | -              | -              | -              | 4                 | -                 |